# Elias Cobbaut
Elias Cobbaut (Malines, 24 novembre 1997) è un calciatore belga, difensore dello Sparta Praga.

## Carriera

### Club
Il 28 agosto 2021 si aggrega al Parma, militante in Serie B, in prestito dall'Anderlecht. Il 29 agosto, appena un giorno dopo l'ufficialità del suo arrivo, effettua il proprio esordio con la nuova maglia, giocando da titolare la partita di campionato vinta per 1-0 contro il Benevento.. Il 19 febbraio 2022 segna la prima rete con i ducali, nella sconfitta interna contro la Ternana per 2-3. Al termine della stagione la società emiliana esercita il diritto di riscatto del cartellino del difensore, acquistandolo a titolo definitivo dall'Anderlecht.
Il 5 settembre 2023 passò in prestito annuale ai belgi del Malines, militante in Pro League.
Il 2 settembre 2024 si trasferì a titolo definitivo ai cechi dello Sparta Praga, militante in 1. liga.

### Nazionale
Ha giocato nella nazionale belga Under-21.
Nel 2019 ha giocato una partita nella nazionale maggiore belga.

## Statistiche

### Presenze e reti nei club
Statistiche aggiornate al 22 maggio 2024.
| Stagione          | Squadra           | Campionato        | Campionato | Campionato | Coppe nazionali | Coppe nazionali | Coppe nazionali | Coppe continentali | Coppe continentali | Coppe continentali | Altre coppe | Altre coppe | Altre coppe | Totale | Totale | Totale |
| Stagione          | Squadra           | Comp              | Pres       | Reti       | Comp            | Pres            | Reti            | Comp               | Pres               | Reti               | Comp        | Pres        | Reti        | Pres   | Reti   |        |
| ----------------- | ----------------- | ----------------- | ---------- | ---------- | --------------- | --------------- | --------------- | ------------------ | ------------------ | ------------------ | ----------- | ----------- | ----------- | ------ | ------ | ------ |
| 2015-2016         | Malines           | D1                | 0          | 0          | CB              | 0               | 0               | -                  | -                  | -                  | -           | -           | -           | 0      | 0      |        |
| 2016-2017         | Malines           | D1                | 7+10       | 0          | CB              | 0               | 0               | -                  | -                  | -                  | -           | -           | -           | 17     | 0      |        |
| 2017-2018         | Malines           | D1                | 29         | 1          | CB              | 2               | 0               | -                  | -                  | -                  | -           | -           | -           | 31     | 1      |        |
| 2018-2019         | Anderlecht        | D1                | 8+4        | 0          | CB              | 0               | 0               | UEL                | 0                  | 0                  | -           | -           | -           | 12     | 0      |        |
| 2019-2020         | Anderlecht        | D1                | 24         | 0          | CB              | 2               | 0               | -                  | -                  | -                  | -           | -           | -           | 26     | 0      |        |
| 2020-2021         | Anderlecht        | D1                | 8+5        | 0          | CB              | 2               | 0               | -                  | -                  | -                  | -           | -           | -           | 15     | 0      |        |
| Totale Andrelecht | Totale Andrelecht | Totale Andrelecht | 40+9       | 0          |                 | 4               | 0               |                    | 0                  | 0                  |             | -           | -           | 53     | 0      |        |
| 2021-2022         | Parma             | B                 | 35         | 2          | CI              | -               | -               | -                  | -                  | -                  | -           | -           | -           | 35     | 2      |        |
| 2022-2023         | Parma             | B                 | 9+2        | 0          | CI              | 0               | 0               | -                  | -                  | -                  | -           | -           | -           | 11     | 0      |        |
| Totale Parma      | Totale Parma      | Totale Parma      | 44+2       | 2          |                 | 0               | 0               |                    | -                  | -                  |             | -           | -           | 46     | 2      |        |
| 2023-2024         | Malines           | D1                | 24+5       | 0+2        | CB              | 1               | 0               | -                  | -                  | -                  | -           | -           | -           | 30     | 2      |        |
| Totale Malines    | Totale Malines    | Totale Malines    | 60+15      | 1+2        |                 | 3               | 0               |                    | -                  | -                  |             | -           | -           | 78     | 3      |        |
| Totale carriera   | Totale carriera   | Totale carriera   | 170        | 5          |                 | 7               | 0               |                    | 0                  | 0                  |             | -           | -           | 177    | 5      |        |

### Cronologia presenze e reti in nazionale
| Cronologia completa delle presenze e delle reti in nazionale ― Belgio | Cronologia completa delle presenze e delle reti in nazionale ― Belgio | Cronologia completa delle presenze e delle reti in nazionale ― Belgio | Cronologia completa delle presenze e delle reti in nazionale ― Belgio | Cronologia completa delle presenze e delle reti in nazionale ― Belgio | Cronologia completa delle presenze e delle reti in nazionale ― Belgio | Cronologia completa delle presenze e delle reti in nazionale ― Belgio | Cronologia completa delle presenze e delle reti in nazionale ― Belgio |
| Data                                                                  | Città                                                                 | In casa                                                               | Risultato                                                             | Ospiti                                                                | Competizione                                                          | Reti                                                                  | Note                                                                  |
| --------------------------------------------------------------------- | --------------------------------------------------------------------- | --------------------------------------------------------------------- | --------------------------------------------------------------------- | --------------------------------------------------------------------- | --------------------------------------------------------------------- | --------------------------------------------------------------------- | --------------------------------------------------------------------- |
| 19-11-2019                                                            | Bruxelles                                                             | Belgio                                                                | 6 – 1                                                                 | Cipro                                                                 | Qual. Euro 2020                                                       | -                                                                     |                                                                       |
| Totale                                                                |                                                                       | Presenze                                                              | 1                                                                     |                                                                       | Reti                                                                  | 0                                                                     |                                                                       |

| Cronologia completa delle presenze e delle reti in nazionale ― Belgio under 21 | Cronologia completa delle presenze e delle reti in nazionale ― Belgio under 21 | Cronologia completa delle presenze e delle reti in nazionale ― Belgio under 21 | Cronologia completa delle presenze e delle reti in nazionale ― Belgio under 21 | Cronologia completa delle presenze e delle reti in nazionale ― Belgio under 21 | Cronologia completa delle presenze e delle reti in nazionale ― Belgio under 21 | Cronologia completa delle presenze e delle reti in nazionale ― Belgio under 21 | Cronologia completa delle presenze e delle reti in nazionale ― Belgio under 21 |
| Data                                                                           | Città                                                                          | In casa                                                                        | Risultato                                                                      | Ospiti                                                                         | Competizione                                                                   | Reti                                                                           | Note                                                                           |
| ------------------------------------------------------------------------------ | ------------------------------------------------------------------------------ | ------------------------------------------------------------------------------ | ------------------------------------------------------------------------------ | ------------------------------------------------------------------------------ | ------------------------------------------------------------------------------ | ------------------------------------------------------------------------------ | ------------------------------------------------------------------------------ |
| 5-9-2017                                                                       | Oud-Heverlee                                                                   | Belgio under 21                                                                | 0 – 0                                                                          | Turchia under 21                                                               | Qual. Europeo Under-21 2019                                                    | -                                                                              | 88’                                                                            |
| 6-10-2017                                                                      | Oud-Heverlee                                                                   | Belgio under 21                                                                | 1 – 1                                                                          | Svezia under 21                                                                | Qual. Europeo Under-21 2019                                                    | -                                                                              |                                                                                |
| 9-11-2017                                                                      | Oud-Heverlee                                                                   | Belgio under 21                                                                | 3 – 2                                                                          | Cipro under 21                                                                 | Qual. Europeo Under-21 2019                                                    | -                                                                              |                                                                                |
| 14-11-2017                                                                     | Istanbul                                                                       | Turchia under 21                                                               | 1 – 2                                                                          | Belgio under 21                                                                | Qual. Europeo Under-21 2019                                                    | -                                                                              | 76’                                                                            |
| 22-3-2018                                                                      | Doetinchem                                                                     | Paesi Bassi under 21                                                           | 1 – 4                                                                          | Belgio under 21                                                                | Amichevole                                                                     | -                                                                              | 46’                                                                            |
| 20-3-2019                                                                      | Slagelse                                                                       | Danimarca under 21                                                             | 3 – 2                                                                          | Belgio under 21                                                                | Amichevole                                                                     | -                                                                              | 46’                                                                            |
| 3-6-2019                                                                       | Le Mans                                                                        | Francia under 21                                                               | 3 – 0                                                                          | Belgio under 21                                                                | Amichevole                                                                     | -                                                                              | 46’                                                                            |
| 16-6-2019                                                                      | Reggio Emilia                                                                  | Polonia under 21                                                               | 3 – 2                                                                          | Belgio under 21                                                                | Europeo Under-21 2019 - 1º turno                                               | -                                                                              |                                                                                |
| 19-6-2019                                                                      | Reggio Emilia                                                                  | Spagna under 21                                                                | 2 – 1                                                                          | Belgio under 21                                                                | Europeo Under-21 2019 - 1º turno                                               | -                                                                              |                                                                                |
| 22-6-2019                                                                      | Reggio Emilia                                                                  | Belgio under 21                                                                | 1 – 3                                                                          | Italia under 21                                                                | Europeo Under-21 2019 - 1º turno                                               | -                                                                              |                                                                                |
| Totale                                                                         |                                                                                | Presenze                                                                       | 10                                                                             |                                                                                | Reti                                                                           | 0                                                                              |                                                                                |